# José Muro y López-Salgado
José Tomás Muro y López-Salgado (Valladolid, 21 de desembre de 1842 – Madrid, 18 de juny de 1907) va ser un advocat i polític espanyol.

## Biografia
Advocat, catedràtic de la Universitat de Valladolid i posteriorment de l'Institut Cardenal Cisneros de Madrid, es va distingir per les seves idees republicanes. Va ser diputat per primera vegada en les Corts de 1871, sent-ho després en les legislatures següents. En la Primera República, Francesc Pi i Margall el va portar al Ministeri d'Estat, cartera que va exercir durant un mes solament. Després de la Restauració es va mantenir algun temps allunyat de l'activitat pública, tornant al Congrés en 1884. Poc abans de la seva mort va succeir a Nicolás Salmerón en la prefectura de la minoria republicana del Congrés.
Molt volgut a la seva ciutat natal, Valladolid, l'ajuntament d'aquesta va posar el seu nom a un nou carrer, ara una important cèntrica via, el 27 de juny de 1894. De la mateixa manera, el consistori va cedir la seva seu per a la seva capella ardent el 20 de juny de 1907, per la qual van desfilar més de 10.000 val·lisoletans abans de traslladar-lo al Panteón de Vallisoletanos Ilustres.